# سیلارد کون
سیلارد کون (مجاری: Kun Szilárd; ۲۳ مارس ۱۹۳۵ – ۳۱ اوت ۱۹۸۷) ورزشکار ورزش تیراندازی اهل مجارستان بود.
وی در مسابقات کشوری و بین‌المللی در مجموع برندهٔ ۱ مدال نقره شده‌است.